# Pieno Medioevo

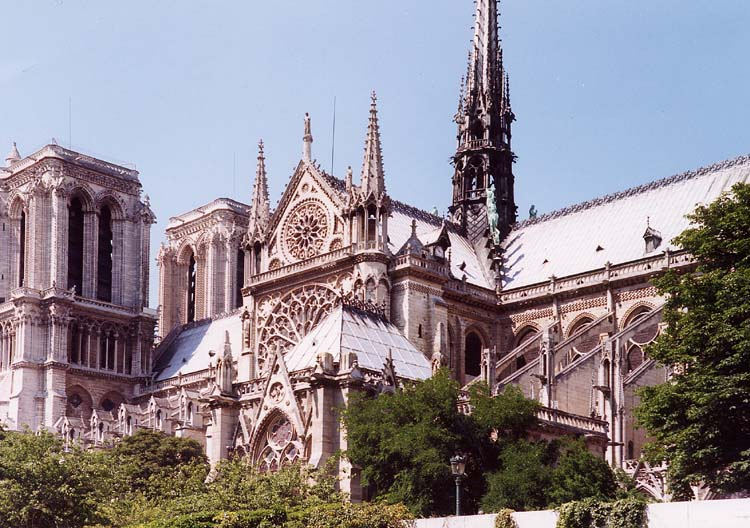
La Cattedrale di Notre Dame di Parigi, la cui costruzione inizia nel 1163, è uno degli esempi dell'architettura del "Pieno Medioevo"

Il Pieno Medioevo (detto anche classico o centrale) è un concetto utilizzato nella storiografia dei paesi di cultura anglosassone. Indica il periodo intermedio che collega l'Alto Medioevo ed il Basso Medioevo e si estende nei secoli XI, XII e XIII. È un'epoca di rinnovamento, di ripresa economica e di espansione dei commerci, che nell'Alto Medioevo erano quasi del tutto assenti. Cambia completamente il volto dell'Italia e dell'Europa: nascono i comuni e le banche, si affermano le repubbliche marinare. Il Pieno Medioevo è anche un'epoca di forti contrasti tra Impero e Papato (lotta per le investiture) e di spedizioni militari in Medio oriente chiamate Crociate.
Il concetto di "Pieno Medioevo" non è utilizzato nella storiografia di altri paesi, tra cui l'Italia, in cui invece è consuetudine suddividere il Medioevo in due soli periodi: Alto Medioevo e Basso Medioevo.

## Caratteri
Il periodo considerato è quello che va dall'XI secolo al XIII secolo, a cui fa seguito il Basso Medioevo, il quale termina convenzionalmente nel XV secolo.

## Storiografia
Quando gli storici cristiani hanno diviso questo periodo della storia in tre, hanno determinato che questo culmine non poteva che essere associato con l'età d'oro delle cattedrali romaniche (fine XI, XII secolo) e poi gotiche (dal secolo XIII al XV). Queste denominazioni sono squisitamente soggettive, così come la nozione stessa di Medioevo, che è stato inventato nel tempo moderno, da filosofi dell'Illuminismo che volevano svalutare il periodo di circa un millennio coincidente con la piena affermazione della cristianità in Europa a beneficio di quello che chiamavano il "Rinascimento".
Il concetto di "Pieno Medioevo" è diffuso soprattutto nei Paesi anglosassoni e tradizionalmente non è stato usato nella storiografia italiana, in cui il periodo del Pieno Medioevo o Medioevo classico è generalmente compreso nel Basso Medioevo.